# Икэ, Рэйко
Рэйко Икэ (яп. 池 玲子; род. 25 мая 1953 года, Токио, Япония) — японская актриса, одна из главных представительниц жанра Pinky Violence. Не только
внешность, фигура и умный пронзительный взгляд привлекали режиссёров и зрителей. Для киноведов был очевиден и артистический талант Рэйко Икэ.

## Биография
Рэйко Икэ родилась 25 мая 1953 года в Токио. Достигнув 18 лет, она приняла участие в конкурсе и была принята на студию Toei (в некоторых источниках указывается, что один из продюсеров нашёл её в ночном клубе). На карьеру Икэ основное влияние оказали режиссёры Норифуми Судзуки, Тэруо Исии и Киндзи Фукасаку. Первая известность пришла к актрисе после выхода серии картин «Сукэбан» (1972—1974 годы). Икэ приняла участие в пяти эпизодах, и если в первых двух она играла ведущие роли, то с третьей стала уступать другой восходящей звезде Pinky Violence — Мики Сугимото. Именно с этого проекта «Сукэбан „Гэрира“» и на протяжении нескольких лет они стали постоянными «подругами-соперницами», и их имена звучали вместе. Во всех фильмах серии Икэ исполняет роли то главаря банды девушек-подростков, то отошедшую от дел одиночку, сражающуюся с якудза и (или) коррумпированными чиновниками. Кинокритик Дмитрий Комм так характеризует подобное кино: 
Фильмы этого направления часто несли анархистский, антиавторитарный месседж: представители власти – полицейские, госчиновники и даже депутаты парламента – годились в них лишь на то, чтобы их избить, а то и убить максимально жестоким способом. Что юные героини этих картин – такие, как Мэйко Кадзи, Рэйко Икэ и Мики Сугимото, – и проделывали неоднократно и с явным наслаждением.
В 1973—1974 годах Судзуки снимает два эпизода фильма «Ужасная школа для девочек». В них режиссёр объединил бунтарский боевик и нуар. Икэ сыграла очередную роль возмутительницы спокойствия, попавшую в исправительное учреждение, подавляющее воспитанниц жестокими порядками. Лучшим фильмом режиссёра с участием актрисы стал «Секс и ярость», снятый в 1973 году. Икэ играет молодую женщину, готовящую месть убийцам её отца. Картина, изобилующая виртуозными и оригинальными сценами, содержит широко известный эпизод, в котором обнажённая героиня сражается на мечах с десятками врагов. Эта лента многократно упоминается как работа, вдохновившая Квентина Тарантино на фильм «Убить Билла». В том же году, но уже в сотрудничестве с другим режиссёром, Тэруо Исии, Икэ снимается в сиквеле на «Секс и Ярость» — «История женщины-якудза».
К концу 1970-х годов политика киностудий стала меняться в сторону семейного кино, с другой стороны, популярность Рinky Violence сама по себе стала иссякать. Икэ стала искать себя в других жанрах. Она записала неплохой вокальный альбом «Reiko Ike no miryoku». Несколько позже режиссёр Киндзи Фукасаку пригласил её на съёмки очередной части эпоса «Битвы без чести и жалости» (1973 год), а через год «Кладбище чести» (1975 год). Роли носили второстепенный характер и большой удачи не принесли. Во второй половине 1970-х актриса имела проблемы из-за употребления наркотиков. Это получило огласку, и она была вынуждена уйти из кинематографа.

## Избранная фильмография
| Год  |   | Русское название                         | Оригинальное название                         | Роль          |
| ---- | - | ---------------------------------------- | --------------------------------------------- | ------------- |
| 1971 | ф | Сукэбан Блюз: Контратака королевы пчёл   | оригинальное название                         | сукэбан       |
| 1972 | ф | Сукэбан „Гэрира“                         | Girl Boss Guerilla                            | Нами          |
| 1972 | ф | Похотливый сёгун и 21 его наложница      | Lustful shogun and his twentyone mistresses   | воровка       |
| 1973 | ф | Сукэбан-блюз: Месть                      | Girl Boss Revenge: Sukeban                    | Мая           |
| 1973 | ф | Секс и ярость                            | Sex and Fury                                  | Иносико Отё   |
| 1973 | ф | Ужасная школа для девочек                | Terrifying Girls' High School                 | Маки Такигава |
| 1973 | ф | История женщины-якудза                   | Female Yakuza Tale                            | Иносико Отё   |
| 1973 | ф | Женщина вне закона: Убийственная мелодия | Criminal Woman: Killing Melody                | Маки Хасима   |
| 1973 | ф | Битвы без чести и жалости                | Battles Without Honor and Humanity: Proxy War | Томи          |
| 1974 | ф | Последняя месть уличного бойца           | The Street Fighter's Last Revenge             | Овада         |
| 1975 | ф | Кладбище чести                           | Graveyard of Honor                            | Тэруко Имаи   |
| 1979 | ф | Золотой пёс                              | The Golden Dog                                | Ёнко Нагаяма  |

## Комментарии
1. ↑  Перевод названия ленты дан по Системе Поливанова. Известны варианты перевода «Сукебан герилья» и «Сукэбанша по кличке „Герилья“»
2. ↑  Для удобства идентификации приведены названия картин в прокате англоязычных стран